# Echnaton

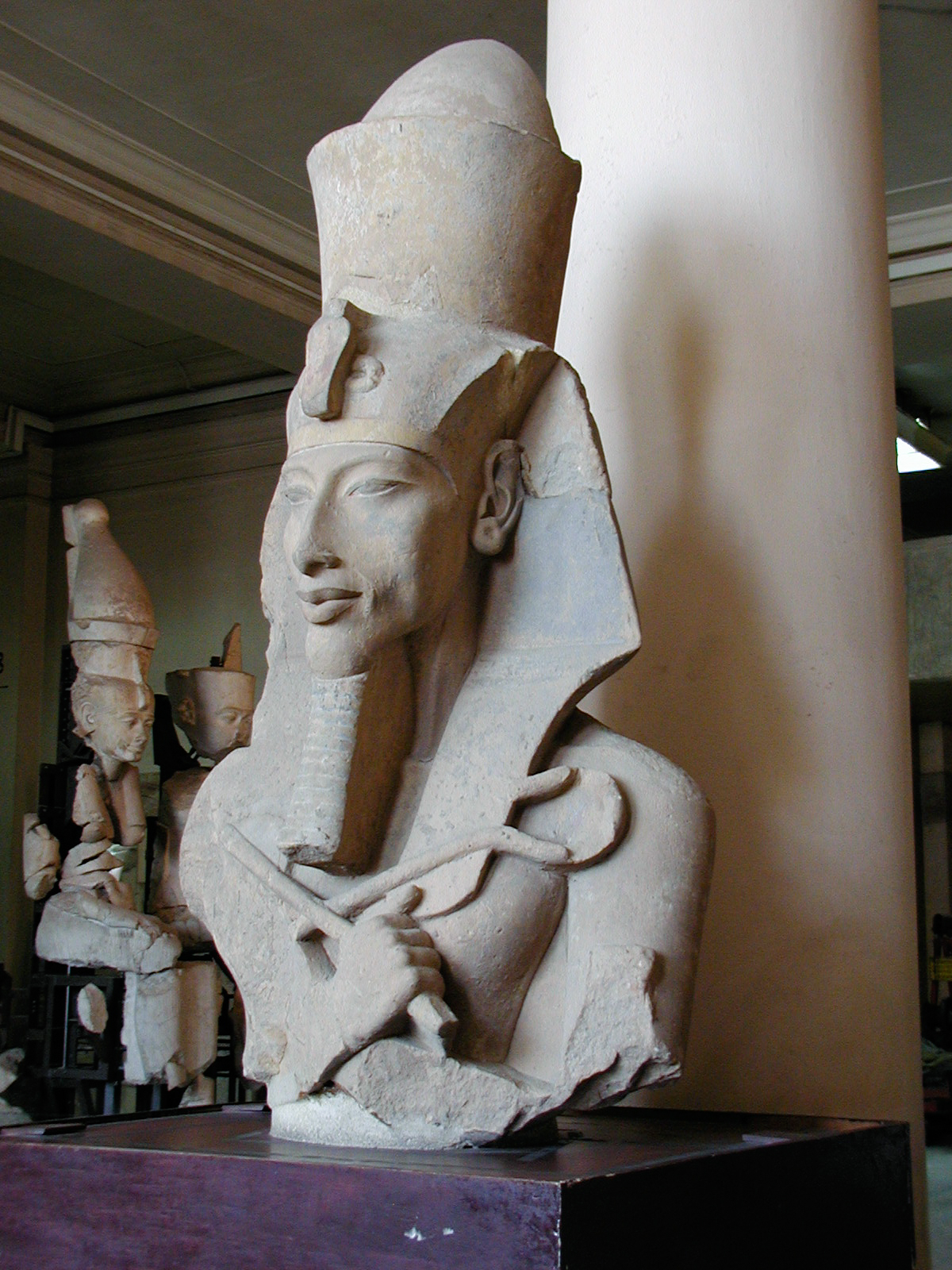
Rzeźba Echnatona w Muzeum Egipskim

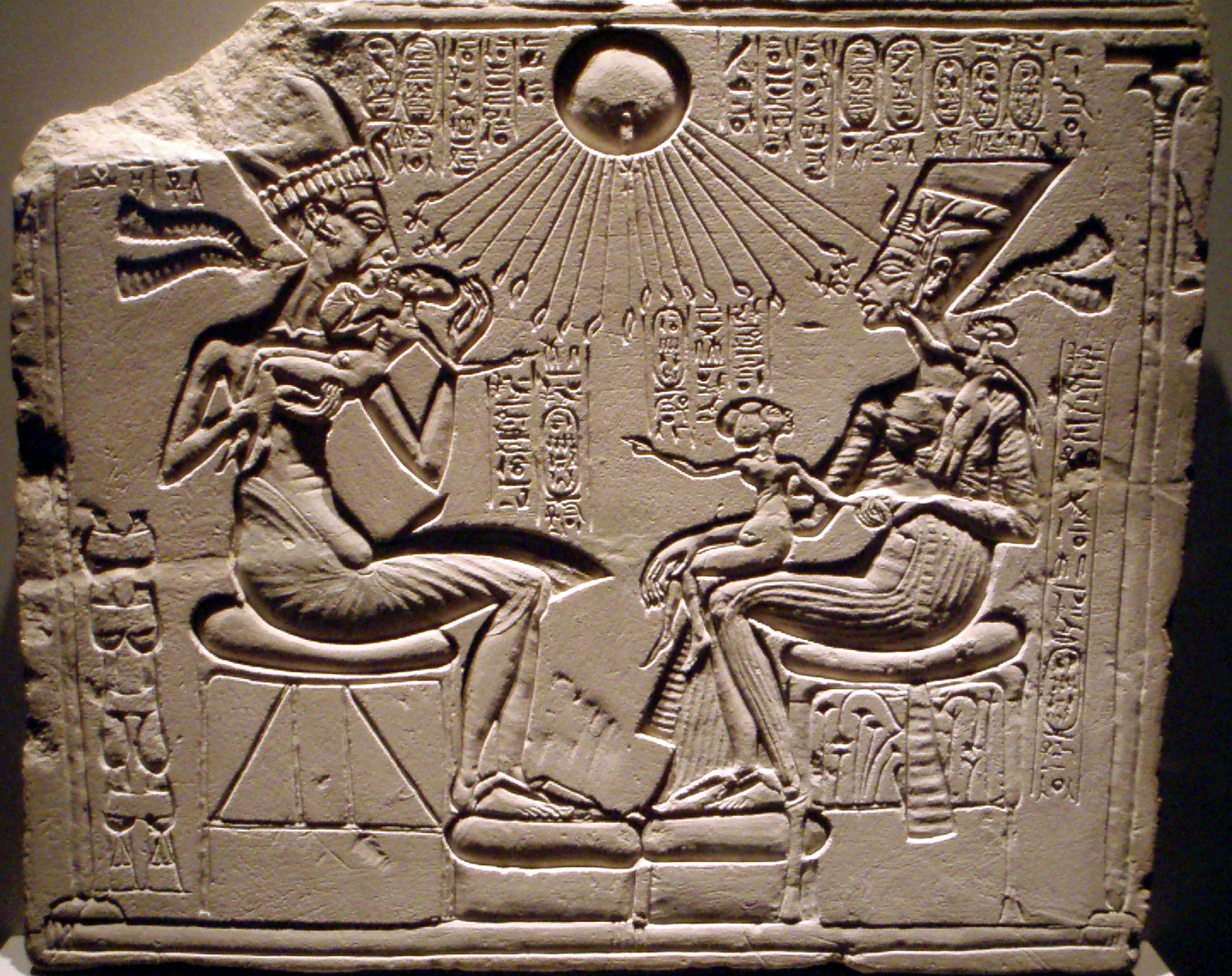
Echnaton z żoną i córkami, ok. 1340 p.n.e., Muzeum Egipskie w Berlinie

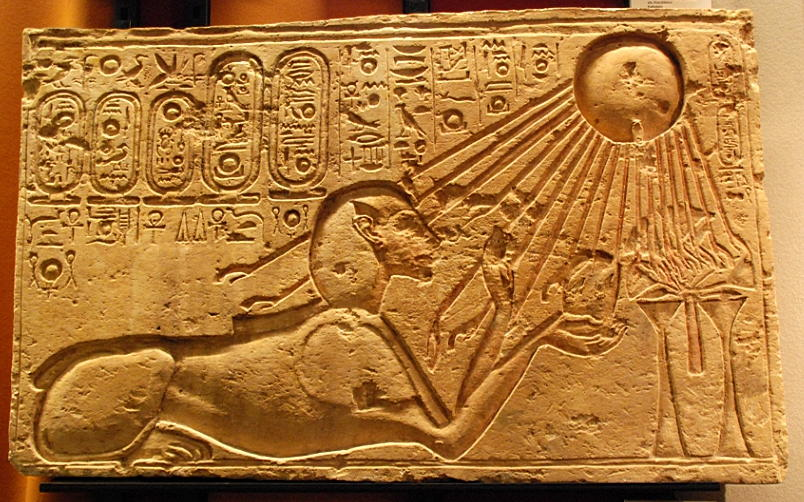
Echnaton jako sfinks przed tarczą słoneczną, symbolem Atona

Amenhotep IV, także Amenophis IV (Achenaton, Echnaton) – władca starożytnego Egiptu (faraon) z XVIII dynastii, reformator religijny, twórca religii monoteistycznej opartej na kulcie boga Atona.
Echnatona uważa się za autora hymnu do Atona.

## Życiorys
Syn Amenhotepa III i królowej Teje. Źródła podają rozbieżne daty jego urodzenia, objęcia rządów i śmierci, m.in.: 1375–1358 p.n.e. lub 1379–1367–1350 p.n.e., lub 1351–1334 p.n.e. Jego główną żoną była Nefertiti, a inną Taduhepa. Do czasów śmierci Amenhotepa III ukazało się niewiele wzmianek na temat Amenhotepa IV, co stanowi jedną z zagadek tej postaci.
Ukazywano faraona w otoczeniu „kochającej rodziny”. Echnaton jak żaden inny faraon uwieczniany był w towarzystwie całej rodziny, co wcześniej, jak i później uważane było za niegodne osoby boskiej.

### Geneza zmian religijnych
Podaje się, że powodem reform mógł być rosnący wpływ kapłanów Amona. Faraon obawiał się ograniczenia władzy, dlatego rozpoczął rewolucję religijną, jednocześnie doprowadzając do zmiany urzędników piastujących istotne funkcje.
Do czasów współczesnych zachowała się w mocno uszkodzonej formie inskrypcja, której autorem miał być sam Echnaton: Król mówi... ich świątynie popadły w ruinę... skończyli się jeden po drugim…

### Reformy faraona
Od początku swojego panowania Echnaton wykazywał duże zainteresowanie reformami i nowym kultem, który zaczął być wprowadzany już przez jego ojca. W pierwszym roku panowania wydał rozkaz wzniesienia świątyni ku czci Ra-Horachtiego, który raduje się na horyzoncie w swym imieniu Szu, który jest w Atonie. Bóg został przedstawiony jako człowiek z głową sokoła, a sama świątynia była nazywana Wielkim Benben. Budowla została wzniesiona na terenie świątyni Amona w Karnaku.
Faraon przeprowadził reformę religijną, próbując wprowadzić henoteizm – odmianę politeizmu cechującą się wywyższeniem spośród wielu bóstw jednego: Atona (tzw. reforma amarneńska).
Prawdopodobnie pozyskując poparcie heliopolitańskich kapłanów boga Ra za swoich rządów, co prawda chwilowo, zreformował całą ideologię państwa (m.in. zabronił rzeźbienia w profilu, nakazując przedstawianie postaci w rzeczywistych wymiarach i proporcjach).
W trzecim roku swojego panowania w celu świętowania jubileuszu wstąpienia na tron swojego ojca Echnaton ogłosił, że będzie rządził wraz ze swoim ojcem, który po śmierci stał się dyskiem słonecznym – Atonem. Sam uznał się za jedynego pośrednika między nim, a ludźmi. Aby przypieczętować powstanie nowej religii faraon poddał się świętu sed w 4. roku panowania (a nie w 30., jak zwykle było w zwyczaju).
Rok później rozkazał budowanie nowej stolicy. W 6. roku panowania faraon rozkazał zamknąć świątynie poświęcone innym bogom. Kazał likwidować wszelkie ślady kultu Amona. Specjalne grupy kamieniarzy skuwały imię tego boga nawet z obelisków. Wtedy też przeniósł stolicę z Teb do nowo wybudowanego miasta słońca Achetaton (dosł. Horyzont Atona), obecnego Amarna. Faraon przyjął też na cześć nowego boga, nowe imię Achenaton (Ten, który jest użyteczny dla Atona. Słowo ach oznacza zarówno użyteczny, jak i świetlisty. W Polsce powszechnie używana forma Echnaton wywodzi się z literatury niemieckiej, co sprawa, że zatracone jest znaczenie oryginalnego słowa ach) zamiast dotychczasowego Amenhotep IV (Amenhotep oznaczało Amon jest zadowolony).
Źródła nie podają żadnych informacji dotyczących oporu mieszkańców Egiptu przeciwko reformom. Być może wynikało to z poparcia potężnej i wiernej armii, jaką miał do dyspozycji faraon.
Istnieją hipotezy, które łączą postać Echnatona z judaizmem. Zarówno religia wprowadzona przez Echnatona, jak i wiara potomków Jakuba miały charakter monoteistyczny. Ważną wspólną cechą obu religii był także zakaz przedstawiania osoby boskiej. Także niektóre datowania czasu życia Mojżesza pokrywają się z czasami panowania tego faraona, prześladowanego pośmiertnie za wprowadzenie monoteizmu.

### Skutki reform
Reformy Echnatona miały również wymiar ekonomiczny. Zamknięcie świątyń i odebranie im majątków spowodowało upadek wypracowanego przez stulecia systemu gospodarczego. Były przyczyną wzrostu korupcji i obniżenia znaczenia lokalnej administracji, gdyż niszczenie dawnych struktur państwowych nie było połączone z budowaniem nowych. W ostatnich latach Echnaton rządził wraz ze współregentem o imieniu Semenchkare. Faraon zaniedbał dyplomację i politykę zagraniczną kraju na rzecz rozwoju religii, co w schyłkowym okresie rządów przyczyniło się do sytuacji skłaniającej kraj ku kryzysowi.
Po śmierci Echnatona reforma religijna upadła, nastąpił powrót do wiary w starych bogów, świątynie Atona zostały zniszczone, a ślady po Echnatonie starano się wymazać. Faraon został pochowany w Achetaton (dzisiejsze Tell el-Amarna), po nim rządy objął na krótko Semenchkare, a po nim Tutanchamon (pierwotnie Tutanchaton) – syn i zięć Echnatona, mąż i przyrodni brat jego córki Anchesenpaaton, później Anchesenamon.

### Działania wojskowe
W 1887 roku w Tell el-Amarna została odkryta korespondencja dyplomatyczna władcy. Dzięki niej wiadomo, że Echnaton najechał na Nubię oraz Kanaan. Prawdopodobnie rejony Syrii państwo utraciło już po jego śmierci.

### Choroba faraona
Jedna z teorii tłumacząca specyficzny wygląd Amenhotepa IV, ukazany m.in. w rzeźbach, głosi, że faraon chorował na zespół Marfana, dlatego miał charakterystycznie wydłużoną twarz, szerokie biodra oraz długie palce u nóg i u rąk. Teoria ta tłumaczyłaby również niewielką liczbę wzmianek z czasów dzieciństwa faraona. Osoby z zespołem Marfana charakteryzuje m.in. słaba odporność immunologiczna, co wymaga czasem izolacji osób chorych, a w szczególności dzieci. Według innej teorii faraon był osobą androgyniczną.
Te cechy budowy ciała przyjęte zostały przez naród jako oznaka boskości i insygnia władzy do tego stopnia, że w sztuce końcowego okresu władania państwem słońca również rodzina faraona przedstawiana była z uwydatnieniem tych charakterystycznych cech, choć jak świadczą wcześniejsze dzieła (rzeźby i rysunki), nie przejawiali oni takich skłonności.

### Pochówek
Echnaton został pochowany w Achetaton, w grobowcu, którego wejście skierowane jest na wschód, jednak jego ciało prawdopodobnie zostało przeniesione w inne miejsce, być może przez jego syna, Tutenchamona. Theodore Monroe Davis, amerykański egiptolog, w 1907 roku odnalazł grób oznaczony numerem 55 z mumią nieznanego władcy. Odkrywca podejrzewał, że w tym znalezionym w Dolinie Królów grobie spoczywa Echnaton, jednak według dzisiejszych badań prawdopodobnie jest to jego syn, Smenchkare.

## Tytulatura
| G5 |

| G5 |

| E1 · D44 | q | A28 | S9 |

| E1 · D44 | q | A28 | S9 |

| E1 · D44 | q | A28 | S9 |

| E1 · D44 | q | A28 | S9 |

| G5 |

| G5 |

| E1 · D44 | q | A28 | S9 |

| E1 · D44 | q | A28 | S9 |

| E1 · D44 | q | A28 | S9 |

| E1 · D44 | q | A28 | S9 |

| G5 |

| G5 |

| E1 · D40 | ( | ) |

| E1 · D40 | ( | ) |

| E1 · D40 | ( | ) |

| E1 · D40 | ( | ) |

| G5 |

| G5 |

| E1 · D40 | ( | ) |

| E1 · D40 | ( | ) |

| E1 · D40 | ( | ) |

| E1 · D40 | ( | ) |

| G16 |

| G16 |

| wr · r | sw · t · n | i | i | m | i | p · t | st | t · Z2 |

| wr · r | sw · t · n | i | i | m | i | p · t | st | t · Z2 |

| wr · r | sw · t · n | i | i | m | i | p · t | st | t · Z2 |

| wr · r | sw · t · n | i | i | m | i | p · t | st | t · Z2 |

| G16 |

| G16 |

| wr · r | sw · t · n | i | i | m | i | p · t | st | t · Z2 |

| wr · r | sw · t · n | i | i | m | i | p · t | st | t · Z2 |

| wr · r | sw · t · n | i | i | m | i | p · t | st | t · Z2 |

| wr · r | sw · t · n | i | i | m | i | p · t | st | t · Z2 |

| G16 |

| G16 |

| wr · r | sw | t | i | i | Aa15 · N27 · t · pr | i | t · n · ra |

| wr · r | sw | t | i | i | Aa15 · N27 · t · pr | i | t · n · ra |

| wr · r | sw | t | i | i | Aa15 · N27 · t · pr | i | t · n · ra |

| wr · r | sw | t | i | i | Aa15 · N27 · t · pr | i | t · n · ra |

| G16 |

| G16 |

| wr · r | sw | t | i | i | Aa15 · N27 · t · pr | i | t · n · ra |

| wr · r | sw | t | i | i | Aa15 · N27 · t · pr | i | t · n · ra |

| wr · r | sw | t | i | i | Aa15 · N27 · t · pr | i | t · n · ra |

| wr · r | sw | t | i | i | Aa15 · N27 · t · pr | i | t · n · ra |

| G8 |

| G8 |

| U39 | M40 | xa · Z2 | m | iwn | nw · O49 | M27 |

| U39 | M40 | xa · Z2 | m | iwn | nw · O49 | M27 |

| U39 | M40 | xa · Z2 | m | iwn | nw · O49 | M27 |

| U39 | M40 | xa · Z2 | m | iwn | nw · O49 | M27 |

| G8 |

| G8 |

| U39 | M40 | xa · Z2 | m | iwn | nw · O49 | M27 |

| U39 | M40 | xa · Z2 | m | iwn | nw · O49 | M27 |

| U39 | M40 | xa · Z2 | m | iwn | nw · O49 | M27 |

| U39 | M40 | xa · Z2 | m | iwn | nw · O49 | M27 |

| G8 |

| G8 |

| U39 | r · n · V10 · n | i | t · n · ra |

| U39 | r · n · V10 · n | i | t · n · ra |

| U39 | r · n · V10 · n | i | t · n · ra |

| U39 | r · n · V10 · n | i | t · n · ra |

| G8 |

| G8 |

| U39 | r · n · V10 · n | i | t · n · ra |

| U39 | r · n · V10 · n | i | t · n · ra |

| U39 | r · n · V10 · n | i | t · n · ra |

| U39 | r · n · V10 · n | i | t · n · ra |

| M23 · X1 | L2 · X1 |

| M23 · X1 | L2 · X1 |

| ra | nfr | xpr | ra · Z2 · T21 · n |

| ra | nfr | xpr | ra · Z2 · T21 · n |

| ra | nfr | xpr | ra · Z2 · T21 · n |

| ra | nfr | xpr | ra · Z2 · T21 · n |

| M23 · X1 | L2 · X1 |

| M23 · X1 | L2 · X1 |

| ra | nfr | xpr | ra · Z2 · T21 · n |

| ra | nfr | xpr | ra · Z2 · T21 · n |

| ra | nfr | xpr | ra · Z2 · T21 · n |

| ra | nfr | xpr | ra · Z2 · T21 · n |

| G39 | N5 |

| G39 | N5 |

| i | mn · n · Htp | nTr | HqA | R19 |

| i | mn · n · Htp | nTr | HqA | R19 |

| i | mn · n · Htp | nTr | HqA | R19 |

| i | mn · n · Htp | nTr | HqA | R19 |

| G39 | N5 |

| G39 | N5 |

| i | mn · n · Htp | nTr | HqA | R19 |

| i | mn · n · Htp | nTr | HqA | R19 |

| i | mn · n · Htp | nTr | HqA | R19 |

| i | mn · n · Htp | nTr | HqA | R19 |

| G39 | N5 |

| G39 | N5 |

| i | t · n · ra | G25 | x · n |

| i | t · n · ra | G25 | x · n |

| i | t · n · ra | G25 | x · n |

| i | t · n · ra | G25 | x · n |

| G39 | N5 |

| G39 | N5 |

| i | t · n · ra | G25 | x · n |

| i | t · n · ra | G25 | x · n |

| i | t · n · ra | G25 | x · n |

| i | t · n · ra | G25 | x · n |